# Kejsarträdssläktet

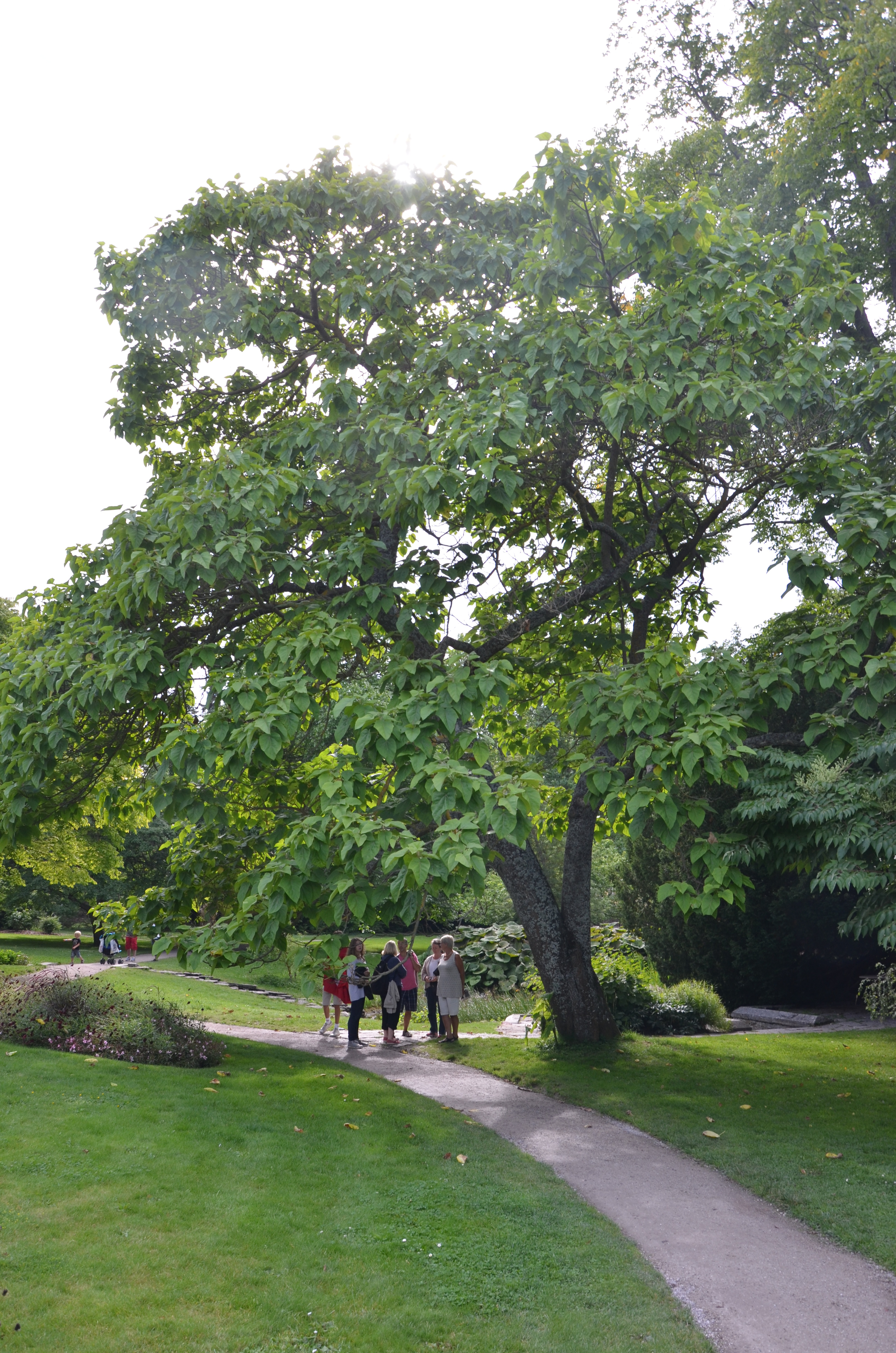
Kejsarträd i De Badande Wännernas botaniska trädgård i Visby

Kejsarträdssläktet (Paulownia) är ett släkte i den monotypiska familjen kejsarträdsväxter med sju arter från Kina, Vietnam och Laos. Tidigare har släktet räknas till lejongapsväxterna, men bildar numera en egen familj. En art, kejsarträd (P. tomentosa), odlas som trädgårdsväxt i sydligaste Sverige.
Släktet innehåller träd med enkla, motsatta blad. Blommorna är stora och kommer i toppställda blomställningar. 